# Hebron
 For alternative betydninger, se Hebron (flertydig). (Se også artikler, som begynder med Hebron)
Hebron (arabisk: الخليل  ( hør) eller اَلْخَلِيل الرَّحْمَن; hebraisk: חֶבְרוֹן  ( hør)) er en palæstinensisk by i den sydlige del af Vestbredden, 30 km syd for Jerusalem. Beliggende i området Judaea ligger den 930 m over havets overflade. Den næststørste by på Vestbredden (efter Østjerusalem), og den tredjestørste i de palæstinensiske territorier (efter Østjerusalem og Gaza), den har en befolkning på over 215.000 palæstinensere (2016),  og syv hundrede jødiske bosættere koncentrerer sig i udkanten af dens Gamle By. Den huser Makpelas hule, som alle jødiske, kristne og islamiske traditioner udpeger som gravsted for de tre vigtige bibelske patriarker og deres hustruer. Byen betragtes ofte som en af de fire hellige byer i jødedommen såvel som i islam.
Hebron betragtes som en af de ældste byer i Levanten. Ifølge Bibelen bosatte Abraham sig i Hebron og købte Makpelas Hule som et gravsted for sin kone Sara. Bibelsk tradition hævder, at patriarkerne Abraham, hans søn Isak, og hans barnebarn Jacob, sammen med deres hustruer Sara, Rebecca, og Lea, blev begravet i hulen. Hebron er også anerkendt i Bibelen som stedet, hvor David blev salvet som konge af Israel. Efter det babyloniske fangenskab slog edomitterne sig ned i Hebron. I løbet af det første århundrede fvt byggede Herodes den Store muren, som stadig omgiver Makpelas Hule, som senere blev en kirke og derefter en moské. Med undtagelse af en kort periode, hvor korsfarerne havde kontrol over byen, regerede successive muslimske dynastier Hebron fra det 6. århundrede e.Kr. indtil det Osmanniske Riges opløsning efter 1. Verdenskrig, da byen blev en del af Mandatområdet i Palæstina. Hebronmassakren 1929 og den arabiske opstand i 1936–39 førte til udvandringen af det jødiske samfund fra Hebron. Under den arabisk-israelske krig 1948 blev hele Vestbredden, inklusive Hebron, besat og annekteret af Jordan, og siden Seksdageskrigen i 1967 har byen været under israelsk militærbesættelse. Efter israelsk besættelse blev jødisk tilstedeværelse genetableret i byen. Siden Benjamin Netanyahu underskrev Hebron-protokollen med Den palæstinensiske selvstyremyndighed den 15. januar 1997, har det meste af Hebron været styret af det palæstinensiske selvstyre.
Byen beskrives ofte som et "mikrokosmos" af den israelsk-palæstinensiske konflikt og den israelske besættelse af Vestbredden. Hebron-protokollen fra 1997 opdelte byen i to sektorer: H1, kontrolleret af den palæstinensiske nationale myndighed, og H2, omkring 20 % af byen, inklusive 35.000 palæstinensere, der kom under israelsk militæradministration. Alle sikkerhedsarrangementer og rejsetilladelser for lokale beboere koordineres mellem den palæstinensiske nationale myndighed og Israel via den israelske militæradministration på Vestbredden (COGAT). De jødiske bosættere har deres eget styrende kommunale organ, komiteen for det jødiske samfund i Hebron.
I dag er Hebron hovedstaden i Hebron Guvernement, det største guvernement i Palæstina, med en anslået befolkning på omkring 782.227 (2021). Det er et travlt knudepunkt for handel på Vestbredden, der genererer omkring en tredjedel af områdets bruttonationalprodukt, hovedsagelig på grund af salget af kalksten fra stenbrud i området. Det har et lokalt ry for sine druer, figner, kalksten, keramikværksteder og glaspusterfabrikker. Den gamle by Hebron byder på smalle, snoede gader, stenhuse med fladt tag og gamle bazaarer. Byen er hjemsted for Hebron Universitet og det Palæstinensiske Polytekniske Universitet.

## Massakren i Hebron
Briterne besatte Hebron i december 1917. Der boede 750 jøder i Hebron i 1929. I massakren i Hebron i 1929 dræbte arabere 69 jøder, og de resterende flygtede. Der udbrød uroligheder over hele Palæstina. Da tingene var faldet til ro, var 138 jøder blevet dræbt og 399 såret. 116 arabere var dræbt og 232 såret. To år efter flyttede 35 familier tilbage i ruinerne, men efter flere uroligheder besluttede Den britiske regering at flytte alle jøder ud af Hebron "for at forhindre en ny massakre". Hebron forblev en del af det britiske mandatområde indtil 1948.
Da Israel blev oprettet i 1948, overtog Jordan kontrollen med Hebron og resten af Vestbredden. I denne periode var det ikke tilladt israelere at komme på Vestbredden.

## Jødiske bosættelser efter 1967
I 1967 blev byen ligesom resten af Vestbredden og Gaza besat af Israel, og trods modstand fra den israelske regerings side etablerede en gruppe Gush Emunim tilhængere af rabbiner Moshe Levinger i 1974 en illegal bosættelse i selve Hebrons centrum.
I februar 1994 trængte en israeler, Baruch Goldstein, fra en nærliggende bosættelse ind i moskeen i Hebron med sit automatgevær og dræbte 29 bedende muslimer, før han dræbte sig selv. En aktion der for en stund bremsede den israelsk-palæstinensiske fredsproces. For at hindre gentagelser blev sikkerheden styrket, og Israel måtte acceptere en international observationsstyrke – TIPH – for at den palæstinensiske befolkning i Hebron atter kunne føle sig sikre overfor de ekstremistiske bosættere.
I overensstemmelse med interimsaftalen for Vestbredden fra september 1995, skulle de israelske styrker trækkes ud af de vigtigste byer på Vestbredden (område A) inden valget til det palæstinensiske selvstyre 20. januar 1996. Fra Hebron var tilbagetrækningen dog kun delvis, idet en militærstyrke er blevet tilbage til beskyttelse af de israelske bosættere.
Efter valget af højrefløjskandidaten Netanyahu til premierministerposten i Israel i 1996, blev tilbagetrækningen indstillet i en periode. Netanyahu var imod fred med palæstinenserne. Den 1. januar 1997 åbnede en israelsk soldat på tjeneste i Hebron ild mod en gruppe palæstinensiske forbipasserende og sårede 8. To uger senere nåede Arafat og Netanyahu endelig frem til en løsning (populært kaldet Oslo III), der blev vedtaget i Knesset 16. januar.
Til trods for, israelske tropper er trukket tilbage fra 80% af byen, og at kommunalstyret er overtaget af det palæstinensiske selvstyre, er der fortsat 15.000 palæstinensere i Hebron centrum nær Patriarkernes grav og Haram Al-Ibrahimi moskeen, der lever under direkte israelsk militær kontrol. Ifølge aftalen fra januar 1997 bevares den israelske militære tilstedeværelse for at beskytte de 450 i øvrigt bevæbnede bosættere, der udgør en «jødisk enklave» i byen. De israelske soldater har delvist genåbnet den centrale palæstinensiske handelsgade, Shuhada street, der er en af aftalens mest følsomme emner, fordi den forbinder flere israelske bosættelser.
Arafat gennemførte sit første besøg i Hebron 19. januar 1997, hvor han mødte lederne af Hamas, der bekræftede at de ikke aktivt ville modarbejde aftaler. Hamas nyder stor folkelig støtte i byen som konsekvens af den aggressive israelske tilstedeværelse.

## Dokumenterede trusler og systematisk nedgøring
Den israelske NGO Breaking The Silence, som hovedsagelig består af tidligere soldater, har dokumenteret de fornedrelser, som israelske soldater har gjort sig skyldige i, mens de bevogtede Hebron-bosætterne, medens Mario Vargas Llosa har skrevet om hvordan lokale arabere er underkastet systematisk og voldsom mobning af bosætterne, som stener dem, kaster affald og ekskrementer mod deres huse, invaderer og ødelægger deres hjem, og angriber deres børn, når de vender hjem fra skole – altsammen akkompagneret af absolut indifference fra de israelske soldater, som er vidne til disse overgreb.
Den svenske Dokumentarfilm Velkommen til Hebron viser hvordan voldelige bosættere truer og nedgør den lokale palestinensiske befolkning. I filmen fortæller den samme tidligere ledende officer i Den israelske hær, som også medvirkede i Breaking The Silence, om sine erfaringer som soldat i Hebron.

## Kultur, historie og seværdigheder
Byen er berømt for sine vindruer, kalksten, keramikværksteder og glaspusterier. Den gamle bydel i Hebron har mange snævre og snoede gader, huse med flade stentage og gamle basarer.
Hebron kendes fra de jødiske og kristne hellige tekster, hvor den er omtalt flere forskellige steder. En grotte ved Hebron anses traditionelt for Abrahams, Saras, Isaks, Rebekkas, Jakobs og Leas gravkammer. Efter Grædemuren i Jerusalem er grotten det næsthelligste sted for jøder[kilde mangler].
Hebron Universitet og det Palæstinensiske Polytekniske Universitet hører hjemme i Hebron.

## Verdensarv fra 2017
I juli 2017 blev Hebrons gamle by erklæret for verdensarv.